# Rozcierki

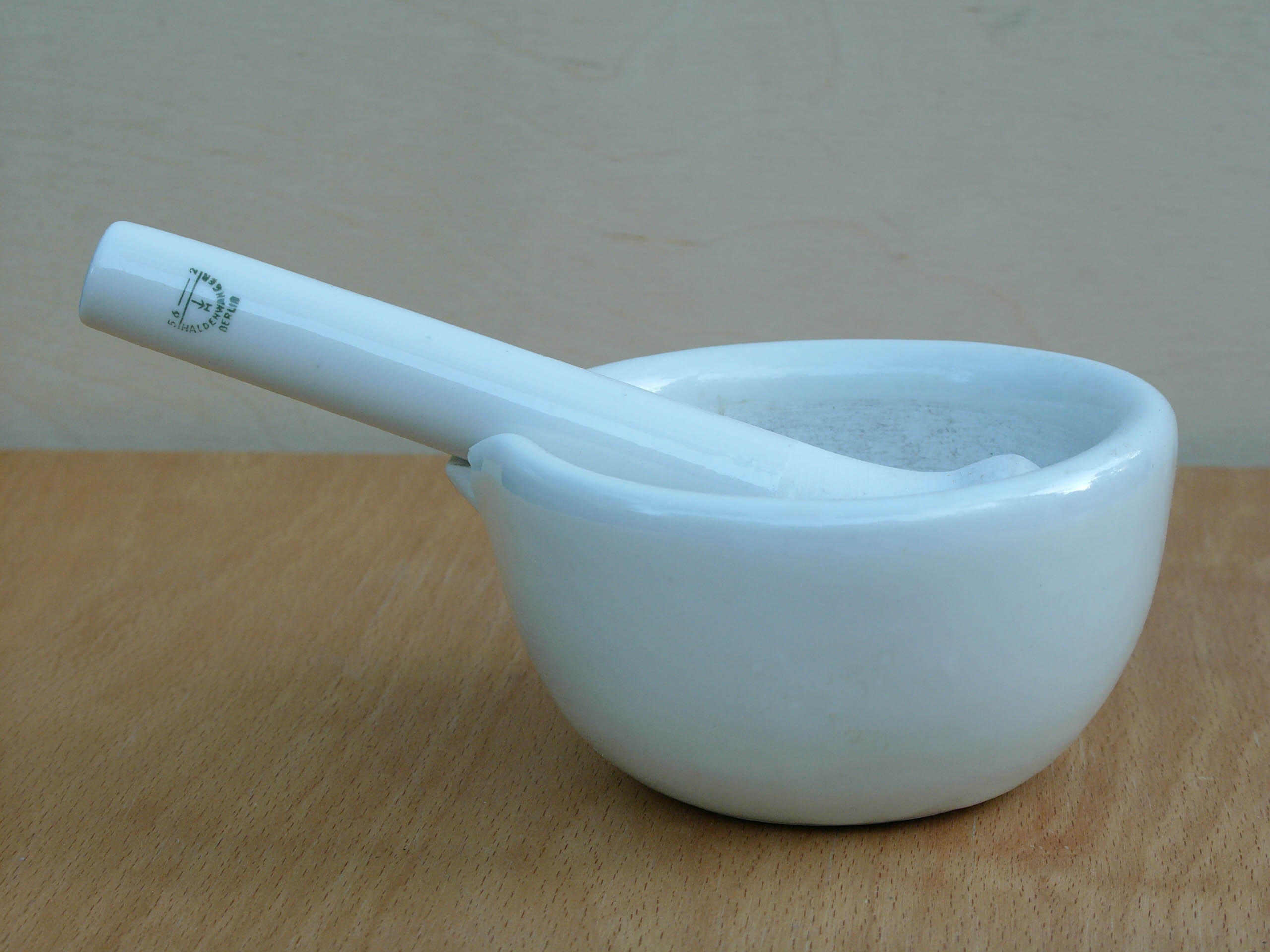
Narzędzie do sporządzania rozcierek - porcelanowy moździerz z pistlem

Rozcierki, tryturacje (łac. Triturationes) – rozcieńczenia proszków zawierających substancje silnie działające lub higroskopijne przy pomocy składników neutralnych stosowane w recepturze aptecznej.
Środki silnie działające przepisuje się na receptach w dawkach miligramowych. Ponieważ odważanie bardzo małych dawek jest kłopotliwe, przyrządza się z nich mieszaniny środków leczniczych ze środkiem obojętnym w ściśle określonym stosunku.
Rozcierki służą także do zabezpieczania substancji silnie wilgotniejących jak np. wyciąg suchy z pokrzyku (Extractum Belladonnae siccum), z którego przyrządza się rozcierkę 1:2 (1+1).
Tryturacje silnie rozcieńczone stosuje się również w homeopatii.
Obojętnym środkiem rozcieńczającym (excipiens) jest najczęściej laktoza (lactosum), a także skrobia (amylum). Rozcierki przyrządza się w stosunku 1:10 (1+9, np. arszenik, siarczan atropiny, azotan strychniny) lub 1:100 (1+99, np. bromowodorek skopolaminy) ucierając oba składniki w moździerzu.